# 手をつなごう (イナズマイレブンGOの曲)
「手をつなごう」（てをつなごう）は、2012年10月24日にFRAMEから発売されたシングル。

## 概要
表題曲「手をつなごう」は、テレビアニメ『イナズマイレブンGO クロノ・ストーン』のエンディングテーマとして使用された。
寺崎は、「たとえ敵でも、立場が違っても、サッカーを通じて仲良くなれちゃうのが『イナズマイレブン』シリーズじゃないですか。それをストレートに表れてる歌詞だなって思いました」と語っている。また、歌うのが難しかったといい、歌詞にある「とても優しくて〜」の部分は、高く歌うと裏声になり自身演じる天馬にはならないので1オクターブ下げたり上げたりするのが大変だったという。
北原は、同メンバーで歌うと聞いたときに「なるほどだなと思いました。だってこの3人て、本当に性格も全然違うけど、サッカーがめぐり合わせてくれた関係ですよね。ぴったりだと思います」と語っている。
サビに入る直前の歌詞にある「だろ？」は当初はなかったが、作詞・作曲を担当するKMCが「どうしても入れたい」と言い、同パートを担当した大原が色んなパターンの「だろ？」を何回か録って女性スタッフが一番いいと思ったものを採用されたという。
カップリング曲「明日のヒーロー」は、豪炎寺修也（野島裕史）と神童拓人（斎賀みつき）によるキャラクターソング。

## シングルリリース
2012年10月24日にFRAMEからリリースされた。初回限定盤(AVCD-55001)と通常版(AVCD-55002)の計2種の仕様で発売され、初回限定盤にはフィギュアストラップがいずれか3種類中1種ランダムで同梱。

## 批評
『CDジャーナル』は、「豪炎寺修也と神童拓人による未来の活躍を誓った青春ソング「明日のヒーロー」とともに、清々しい気分になれる」と評した。

## シングル収録曲
| 全作詞: KMC、全編曲: 菊谷知樹。 |                                          |           |           |                                                              |      |
| #                               | タイトル                                 | 作詞      | 作曲      | 歌                                                           | 時間 |
| 1.                              | 「手をつなごう」                         | KMC       | KMC       | 松風天馬（寺崎裕香）&剣城京介（大原崇）&空野葵（北原沙弥香） | 4:09 |
| 2.                              | 「明日のヒーロー」                       | KMC       | 山崎弘    | 豪炎寺修也（野島裕史）&神童拓人（斎賀みつき）                | 3:54 |
| 3.                              | 「手をつなごう」(オリジナル・カラオケ)   | KMC       |           |                                                              | 4:04 |
| 4.                              | 「明日のヒーロー」(オリジナル・カラオケ) | KMC       |           |                                                              | 3:51 |
| 合計時間:                       | 合計時間:                                | 合計時間: | 合計時間: | 15:55                                                        |      |

## カバー
- T-Pistonz+KMC - 「初心をKEEP ON!」のカップリング曲として収録。
- 神童拓人（斎賀みつき）、霧野蘭丸（小林ゆう）、瀬戸水鳥（美名） - 『イナズマイレブンシリーズ5周年記念「本当にありがとう」』に収録。
- alom - 『イナズマ爆EDソングス』に収録。